# Villa Brevik

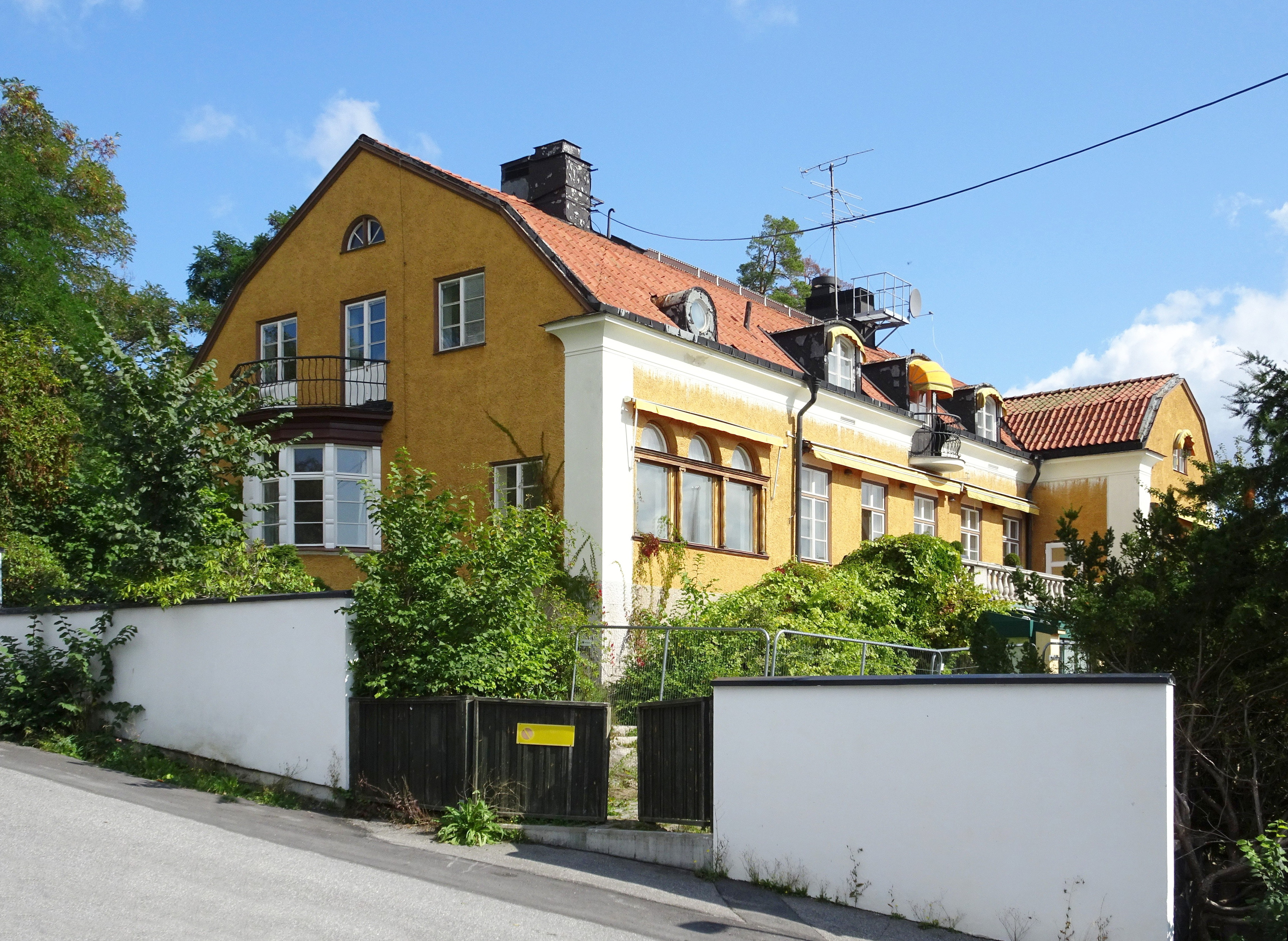
Villa Brevik sedd från Lyckostigen september 2021.

Villa Brevik kallas en kulturhistoriskt intressant byggnad vid Södra Kungsvägen 254 i kommundelen Brevik i Lidingö kommun. Villan uppfördes 1920 för häradshövdingen Franz Stolt och ritades av arkitekt Jacob Gate. Villan var under många år plats för HSB:s interna kursverksamhet. Fastigheten Gräset 8 är q-märkt i gällande detaljplan från år 2019, vilket innebär att byggnaden är kulturhistoriskt särskilt värdefull och att dess ursprungliga exteriör skall behållas och inte får förvanskas.

## Bakgrund
Byggherre för villan var häradshövdingen och affärsmannen Franz Stolt härstammande från Finland som 1917 beslöt att bosätta sig i Lidingö-Brevik Villastad. Marken hörde tidigare till Breviks gård och skulle förvandlas till ”den vita villastaden vid segelleden” genom finansmannen Allan Abenius som stod bakom projektet. Hit flyttade välbärgade Stockholmare, bland dem konstnärerna Otto Gripensvärd och Klas Fåhraeus samt  ingenjören Gustaf L.M. Ericsson och Allan Abenius själv. Deras villor representerar idag höga kulturvärden. En av de tidiga nybyggarna i den nya villastaden var Franz Stolt som planerade sin villa på en stor hörntomt i kvarteret Gräset, grannkvarteret till Abeniuska Villan.

## Historik

### Byggnadsbeskrivning

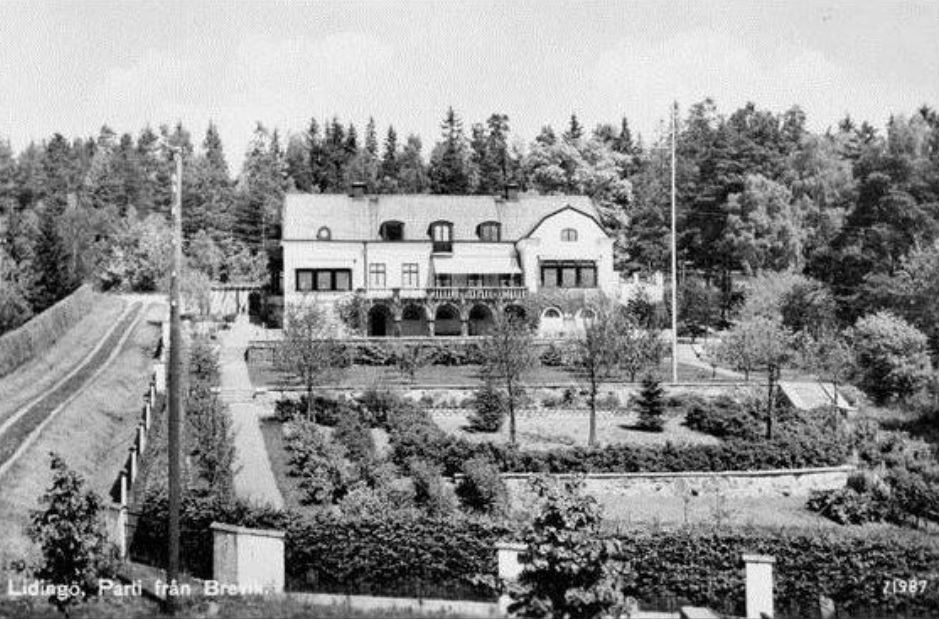
Villan och trädgården på 1920-talet.

Villa Brevik (namnet tillkom först på 1990-talet) ritades 1917 av arkitekt Jacob Gate i Italieninspirerad klassicism och stod färdig 1920. Byggnadens yttre kännetecknas av en långsträckt byggnadskropp under ett brutet sadeltak. Huset ställdes högst upp på den sluttande tomten som var en sammanslagning av flera fastigheter. Mot söder och öster utbredde sig en stor trädgård ända ner till dagens Trädgårdsgatan. Entrén vändes mot norr och ”Landsvägen” (dagens Södra Kungsvägen). Här har byggnaden ett helt våningsplan samt inredd vind. 
Åt söder har villan en souterrängvåning (på grund av sluttningen) som skjuter ut och bilder en stenlagd terrass. Sockeln är av granit och villans fasader är putsade med gul avfärgad spritputs. Hörnpilastrarna utfördes slätputsade och byggnadens takgesims målades i vitt. Terrassens balustrad, souterrängvåningens pelargång och all rusticering utfördes i ljus krysshamrad granit. På västra gaveln märks ett burspråk som avslutas upptill av en halvrund balkong med räcke i målat smide. De stora treluftsfönstren till sängkammare och blomrummet smyckades av kolonner med kapitäl i jonisk ordning skurna i ek.
Villan var planerat som permanentbostad åt Franz Stolt och hans familj och gav riklig plats för umgänge och representation. På bottenvåningen rymdes salong och matsal i fil, avdelbart med skjutdörrar och med utgång till terrassen. Mot västra gaveln lades herrum och ett blomrum. Herrskapets sängkammare placerades i en utstickande volym i husets sydöstra hörn med utsikt åt söder och Lilla Värtan. Köksregionen upptar husets nordöstra del och fick en intern kökstrappa som leder dels till källarvåningen dels till vindsvåningen där det fanns två jungfrurum. Vinden rymde även två gästrum och ytterligare sovrum.

### Ritningar från 1917

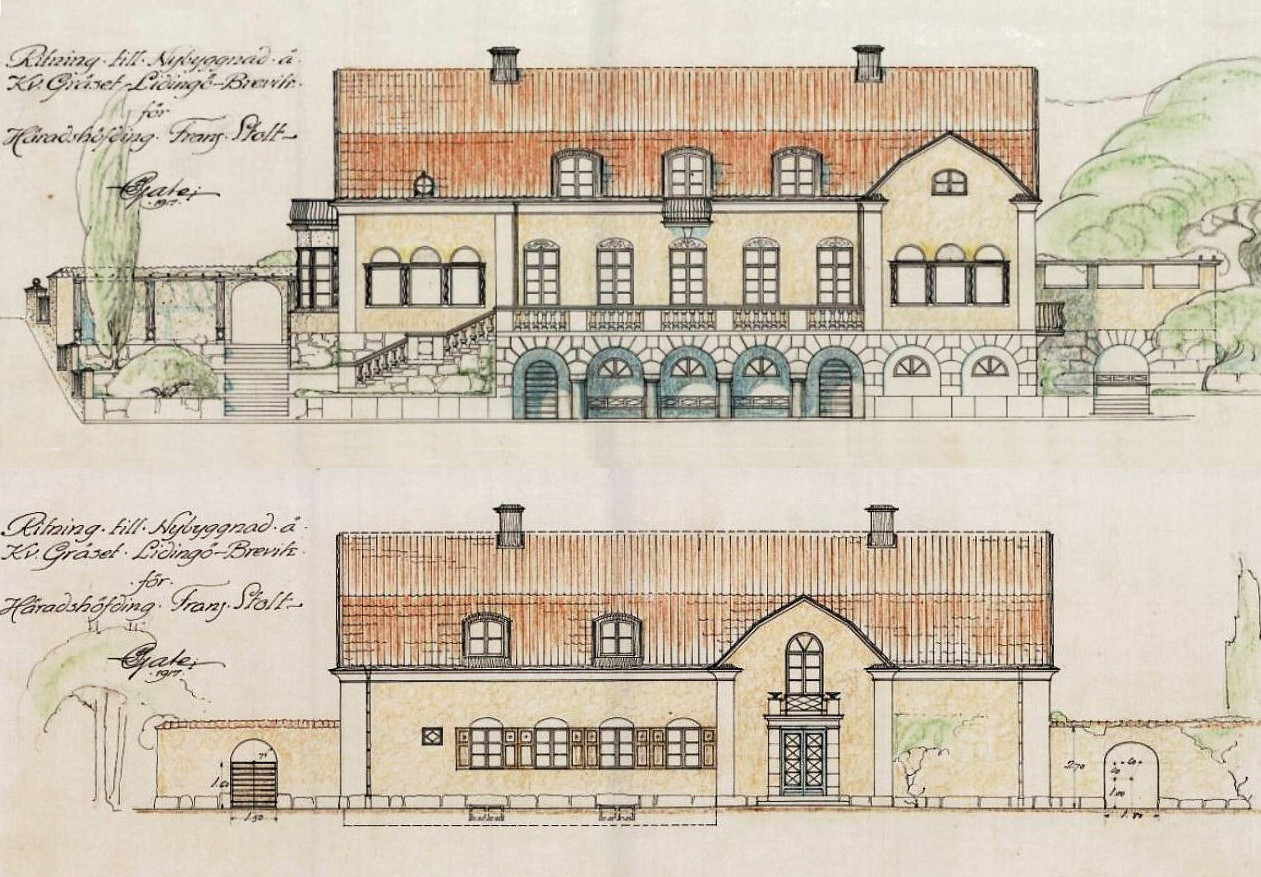
Långfasader.
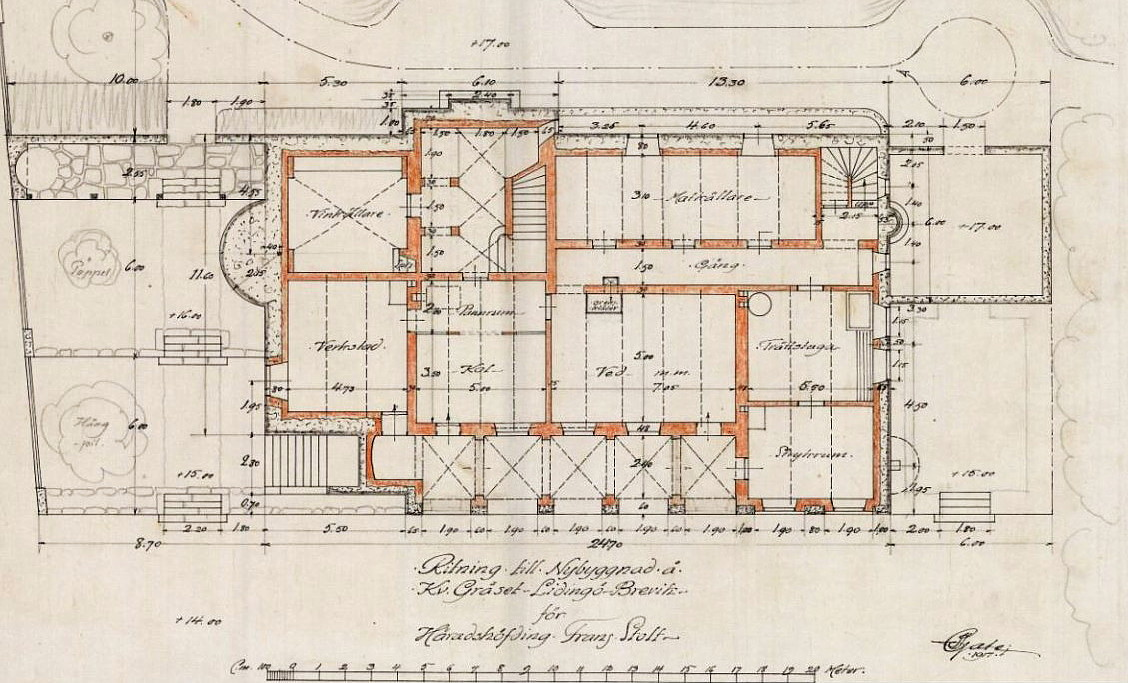
Souterrängvåningen.
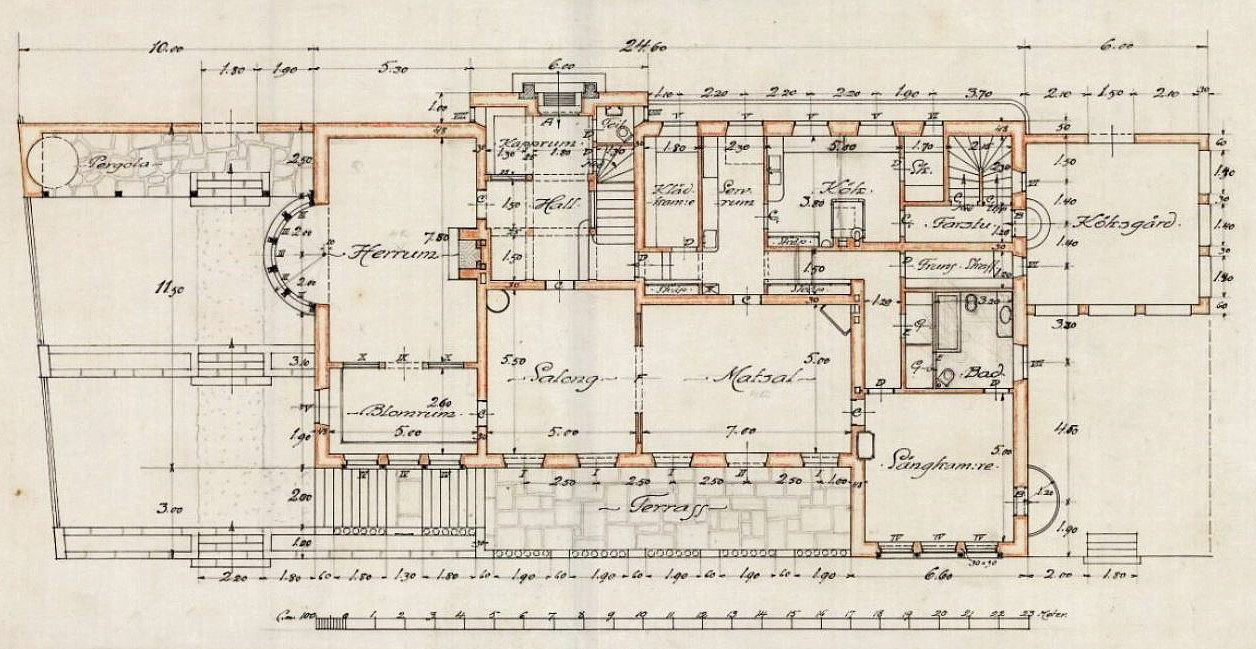
Bottenvåningen.
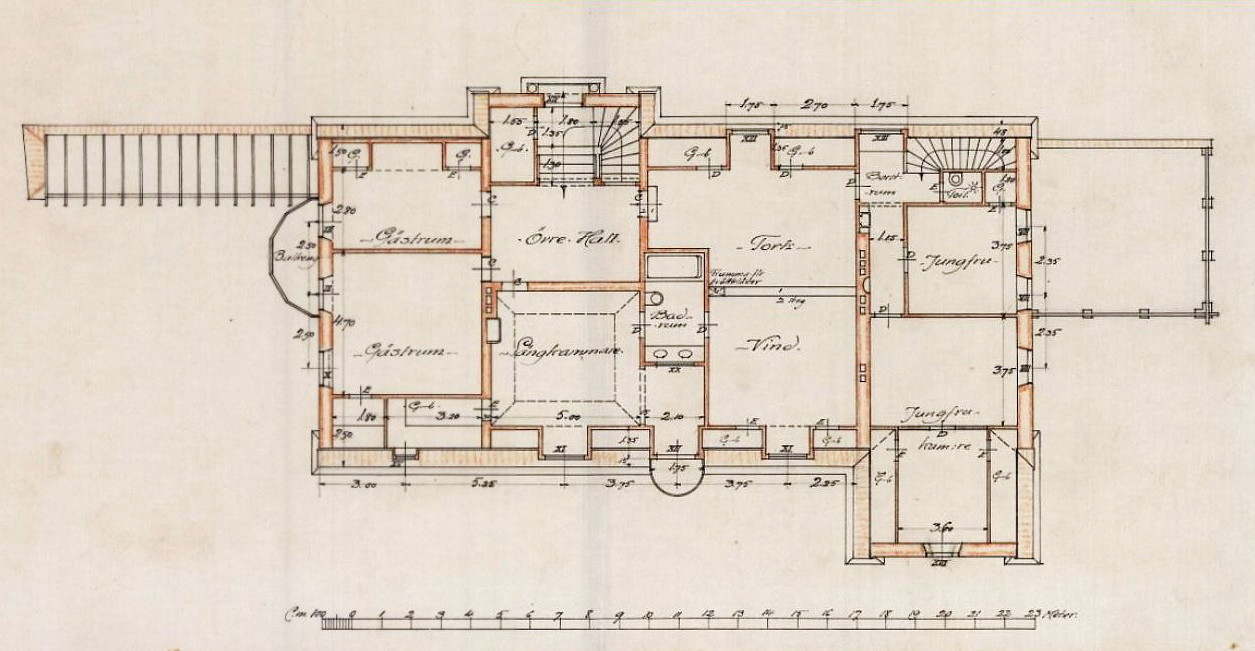
Vinden.

### Nya ägare och nya konferensbyggnader

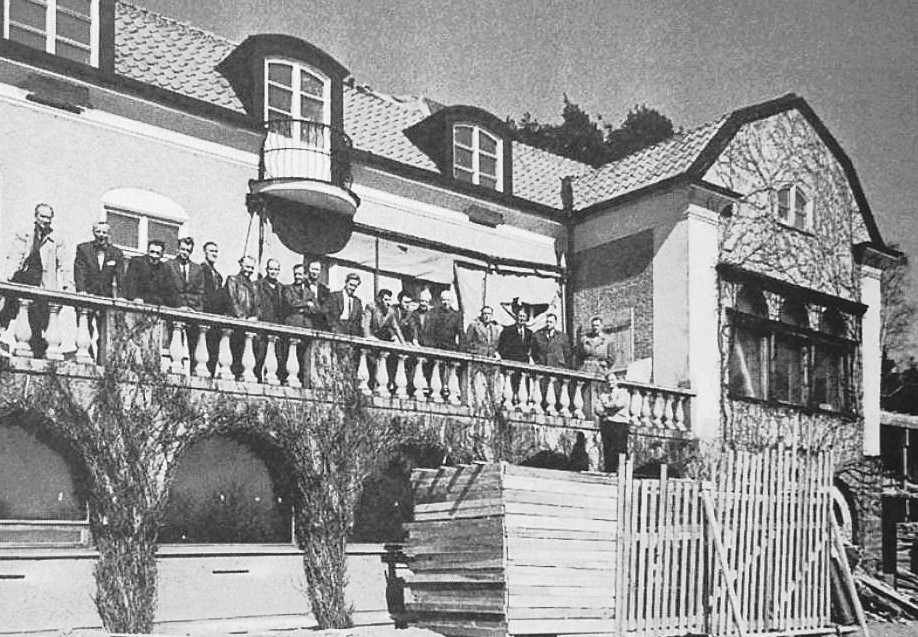
Villans terrass 1959.

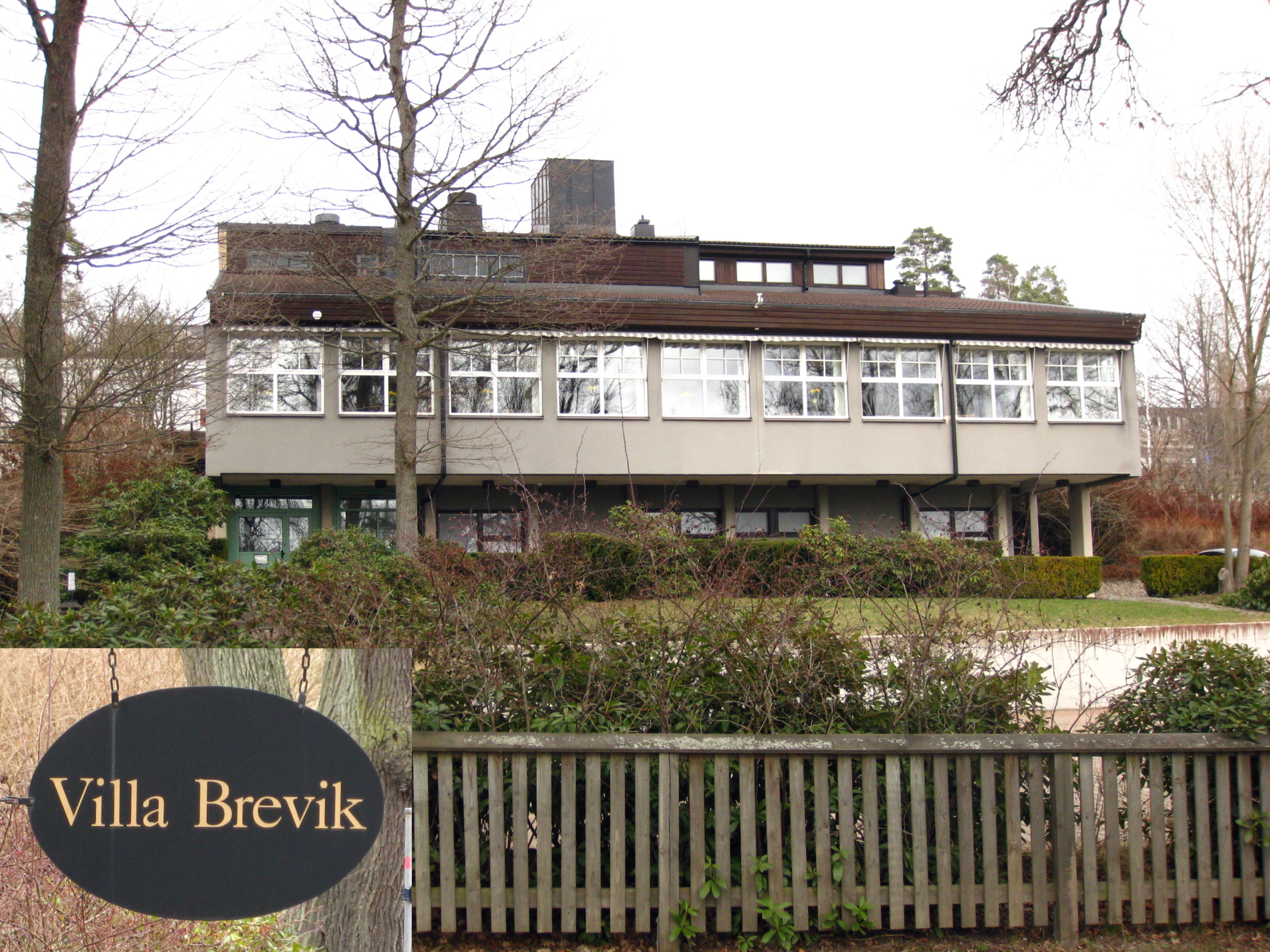
Hotell- och restaurangdelen byggd 1982, foto från 2010 (huset revs år 2020).

Under åren efter första världskriget fick Franz Stolt ekonomiska problem. 1924 var han tvungen att sälja fastigheten till ett fastighetsbolag och flyttade tillbaka till Finland. Därefter innehades villan av flera ägare, bland dem godsägaren Gustaf Versteegh, direktör Claes Wahlund, som var chef vid Domnarvet, samt gitarrtillverkaren Bo Wretling, som inredde verkstad i huvudbyggnadens källare. 
År 1958 såldes egendomen till HSB som skulle ha den som utbildningsanläggning inom företaget. Med HSB började en omfattande om- och tillbyggnad av fastigheten. 1959–1960 utökades bebyggelsen med två flyglar innehållande elevhemmet med sov- och arbetsrum som uppfördes på tomtens nordöstra del, ritade av HSB:s chefsarkitekt Curt Strehlenert. Själva villan kom att bli huvudbyggnad för verksamheten. 
I en andra utbyggnadsetapp under 1980-talets första del tillkom en restaurang- och hotelldel som sträcker sig i flera volymer ner till hörnet Trädgårdsvägen / Drömstigen ritad av HSB-arkitekt Kerstin Gåsste. För det fick en äldre villa rivas.
Till Stolts villa hörde ursprungligen en stor trädgårdsanläggning som löpte i terrasser och flera stödmurar ända ner till Trädgårdsvägen och var omgärdad med putsade murar mot gatan. Tomten styckades i mitten av 1970-talet för två nya villor närmast Trädgårdsvägen.

### Upprustning och nya bostadshus
År 1992 sålde HSB fastigheten som då blev en vanlig affärsdrivande hotell- och konferensanläggning under namnet ”Villa Brevik”. 1997 såldes anläggningen till Christopher Bailey som drev en kursgård med Sydafrika-tema. 2003 utökade han kapaciteten bland annat med ytterligare 20 hotellrum. 2020 tillträdde Midroc Properties som ny ägare. Företaget planerar att riva samtliga efter 1920 tillkomna byggnader och istället bygga sex friliggande en- eller två bostadshus på området. Franz Stolts ursprungsbyggnad från 1920 skall dock vara kvar och renoveras.
I augusti 2019 vann en ny detaljplan laga kraft. Den möjliggör uppförandet av nya bostäder inom planområdet samt skydda 1920-talsvillan, Villa Brevik, och ge den en flexibel användning för framtiden. Villa Brevik skall kunna användas som bostad, restaurang, hotell och konferens. Byggarbetena började på våren 2021 och inflyttning planeras under 2022.[uppföljning saknas] Bostäderna upplåts som bostadsrätter vilka äga av Brf Lyckoterrassen.

### Nutida bilder

Byggnadsdetaljer
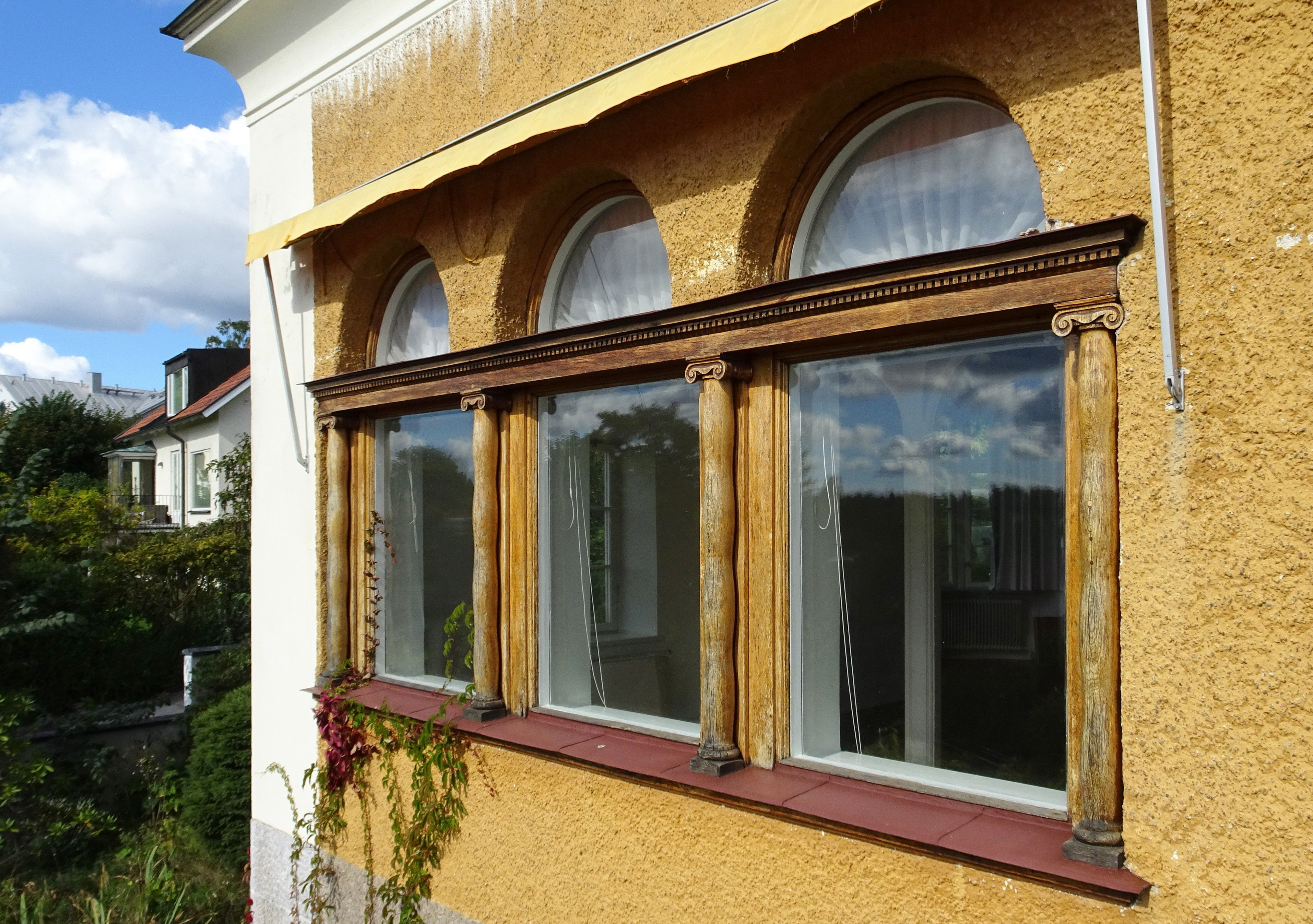
Blomrummets fönster.
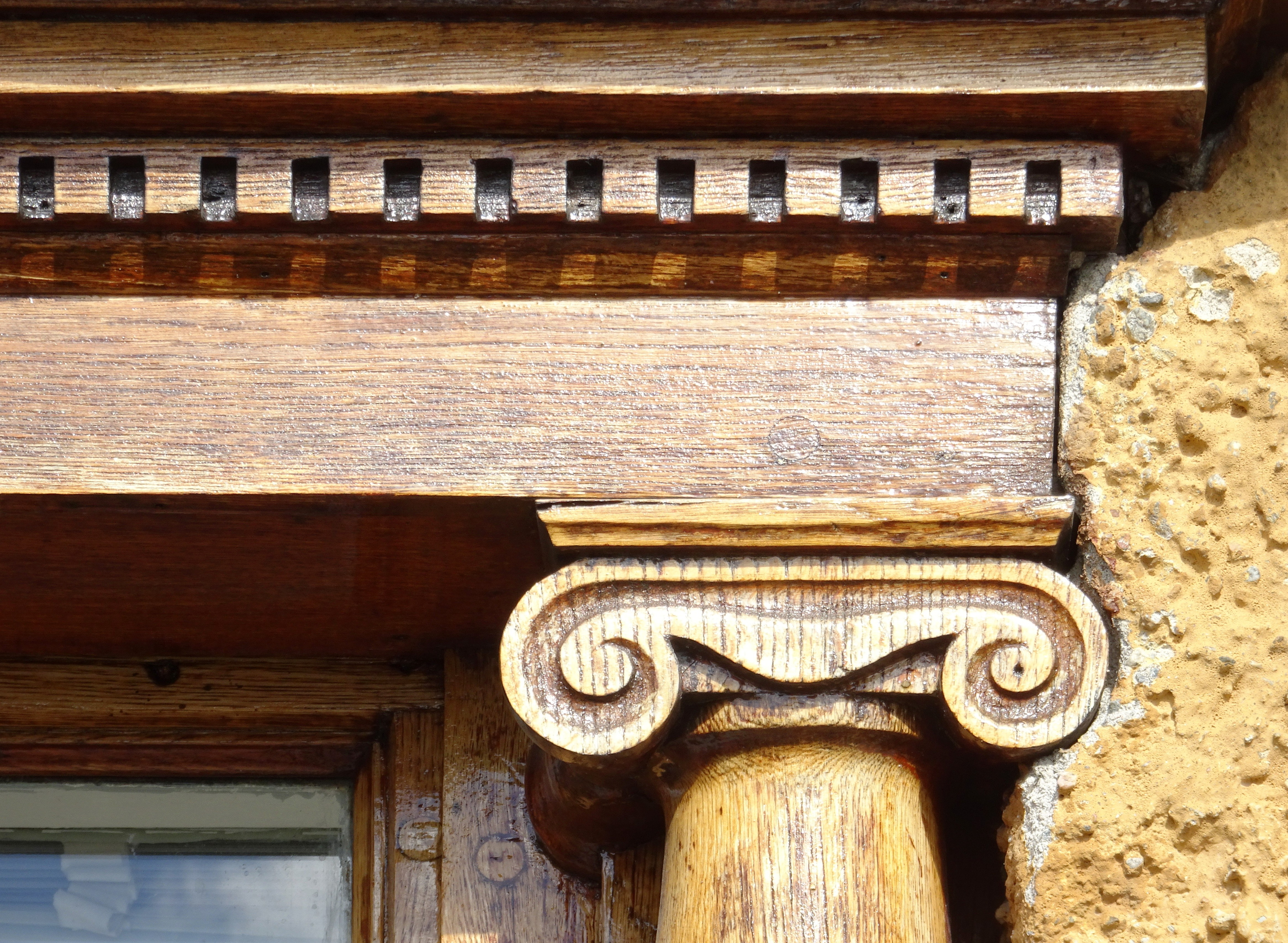
Fönsterdetalj blomrummet.
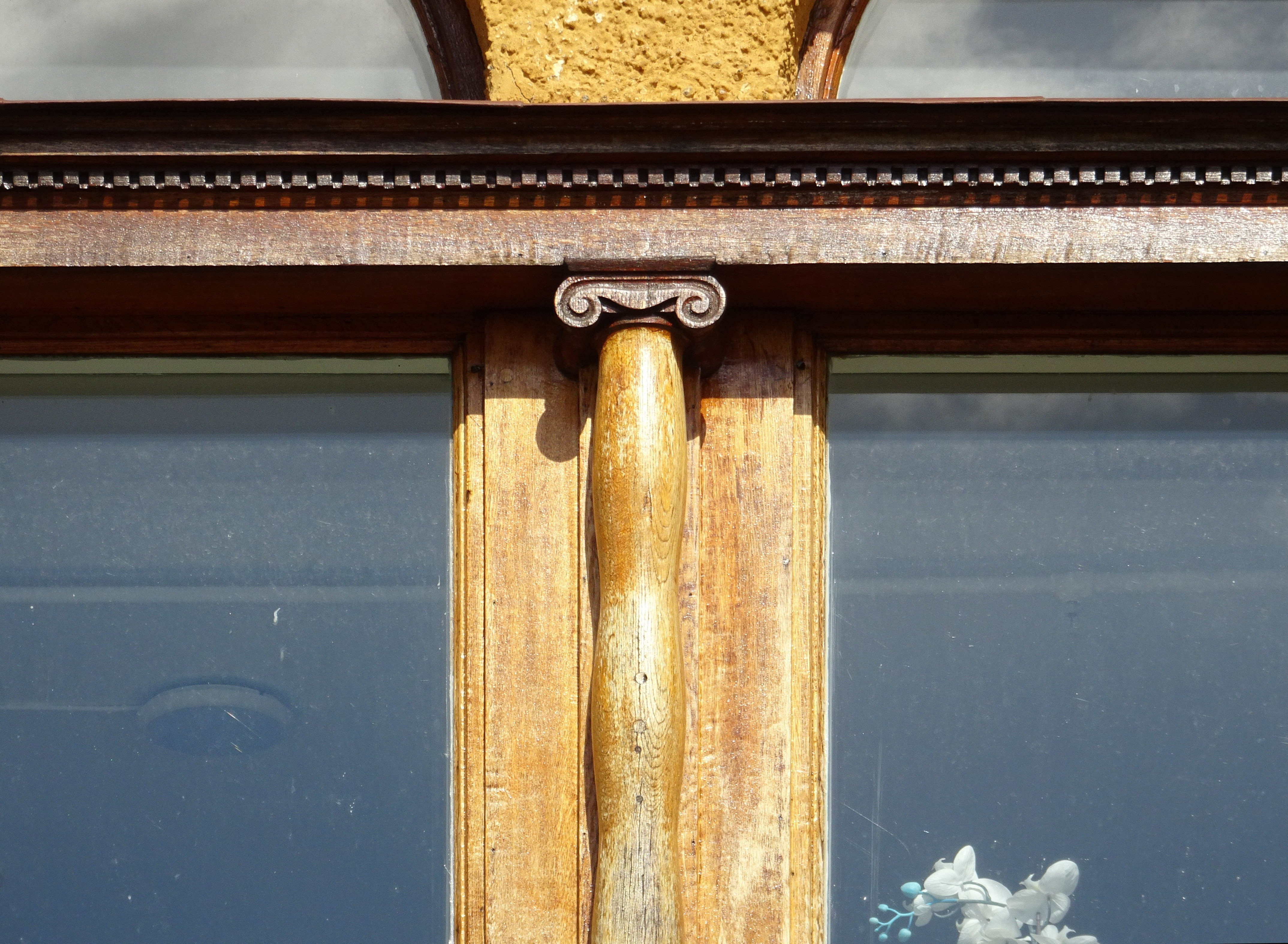
Fönsterdetalj sovrummet.
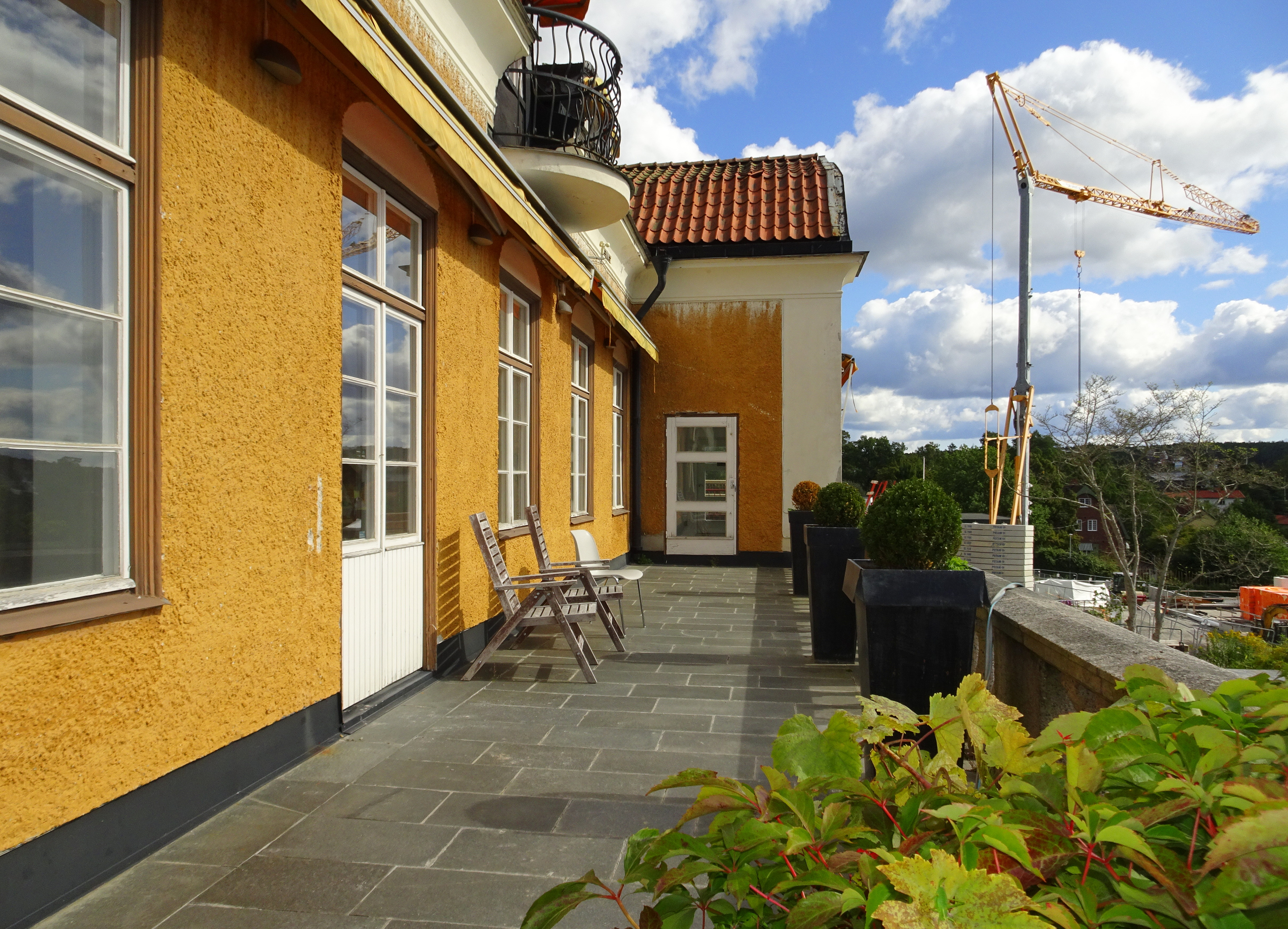
Terrassen.

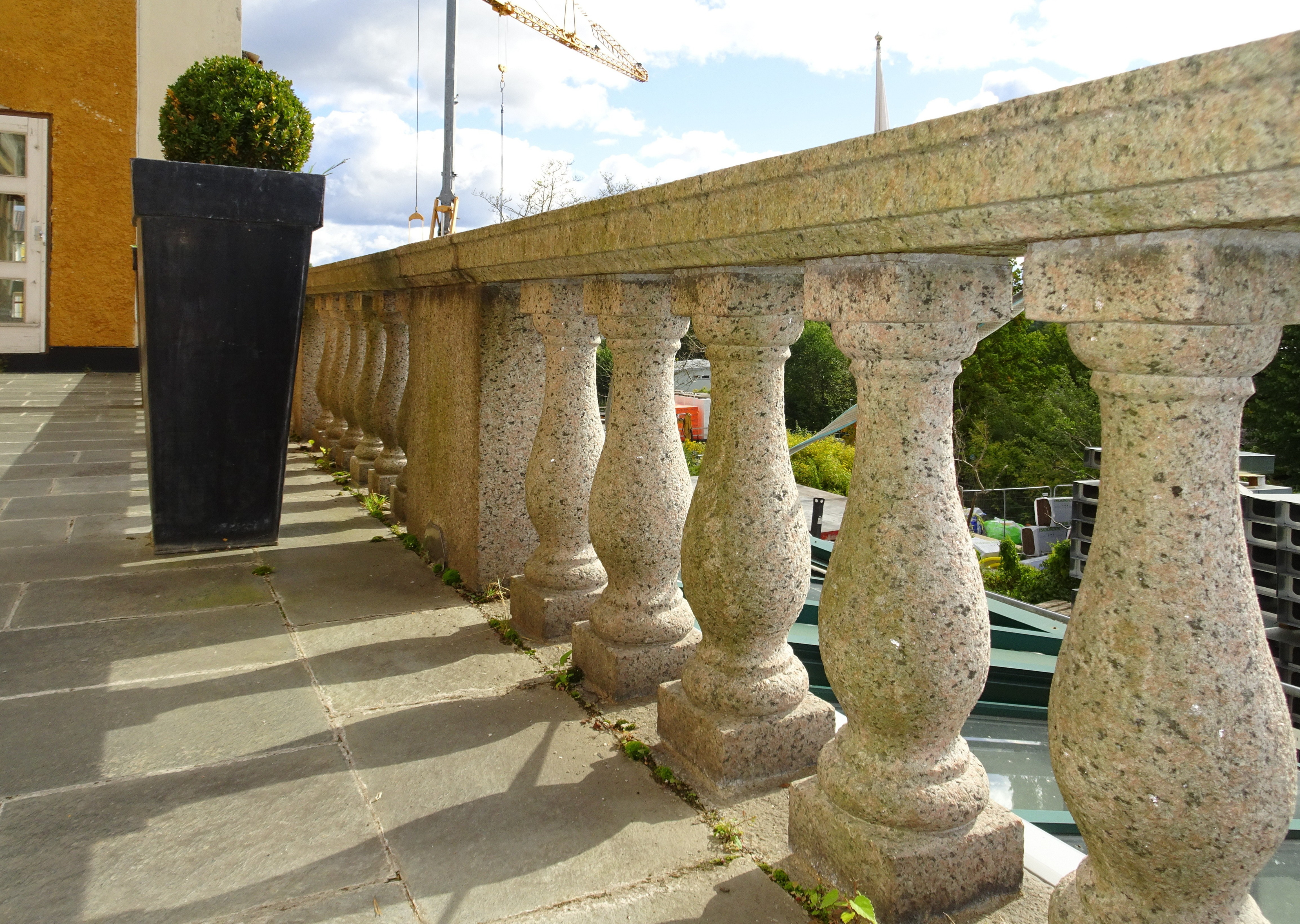
Terrassens balustrad.
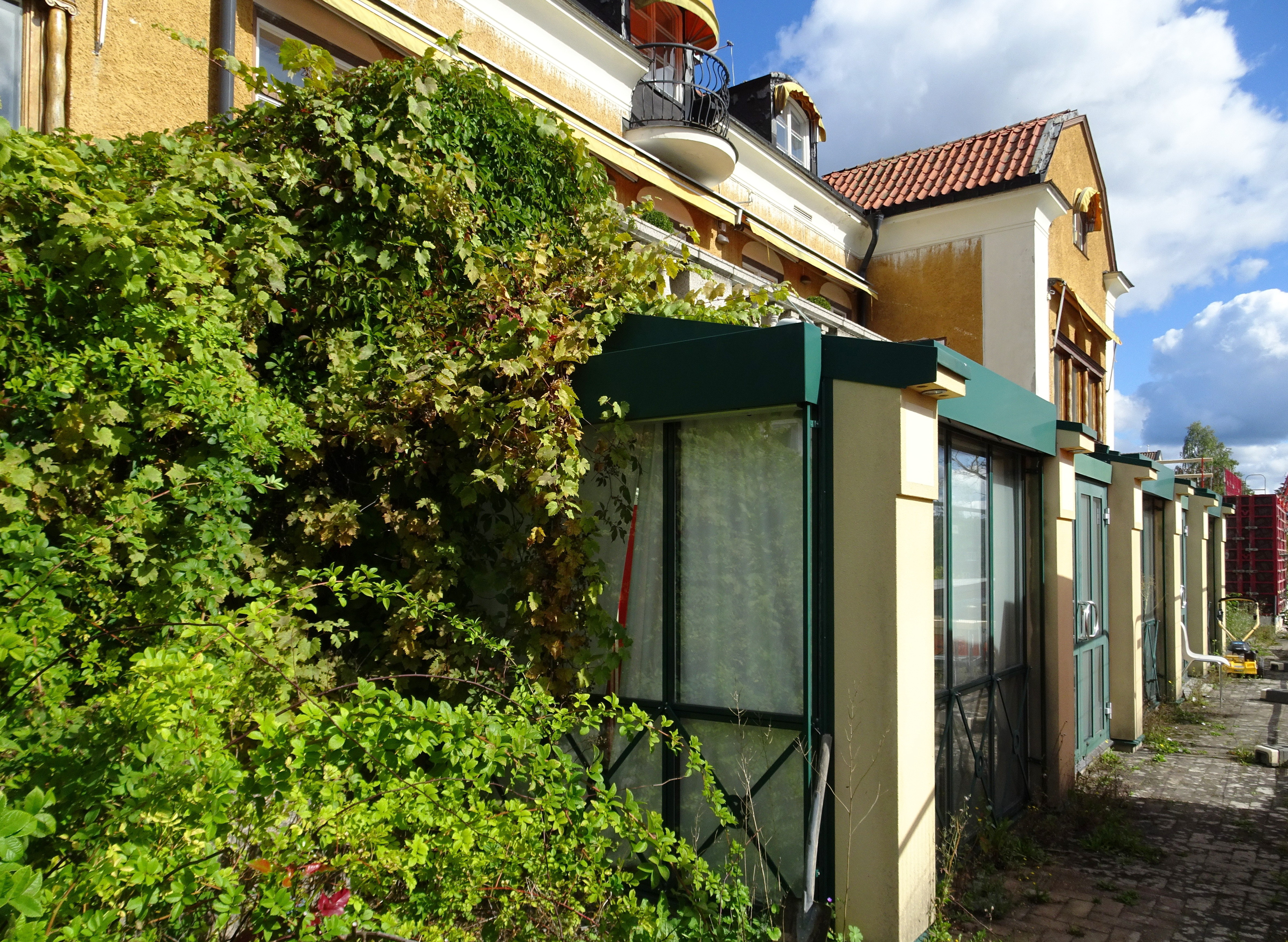
Före detta pelargången, 2003 igensatt och påbyggd med en vinterträdgård.
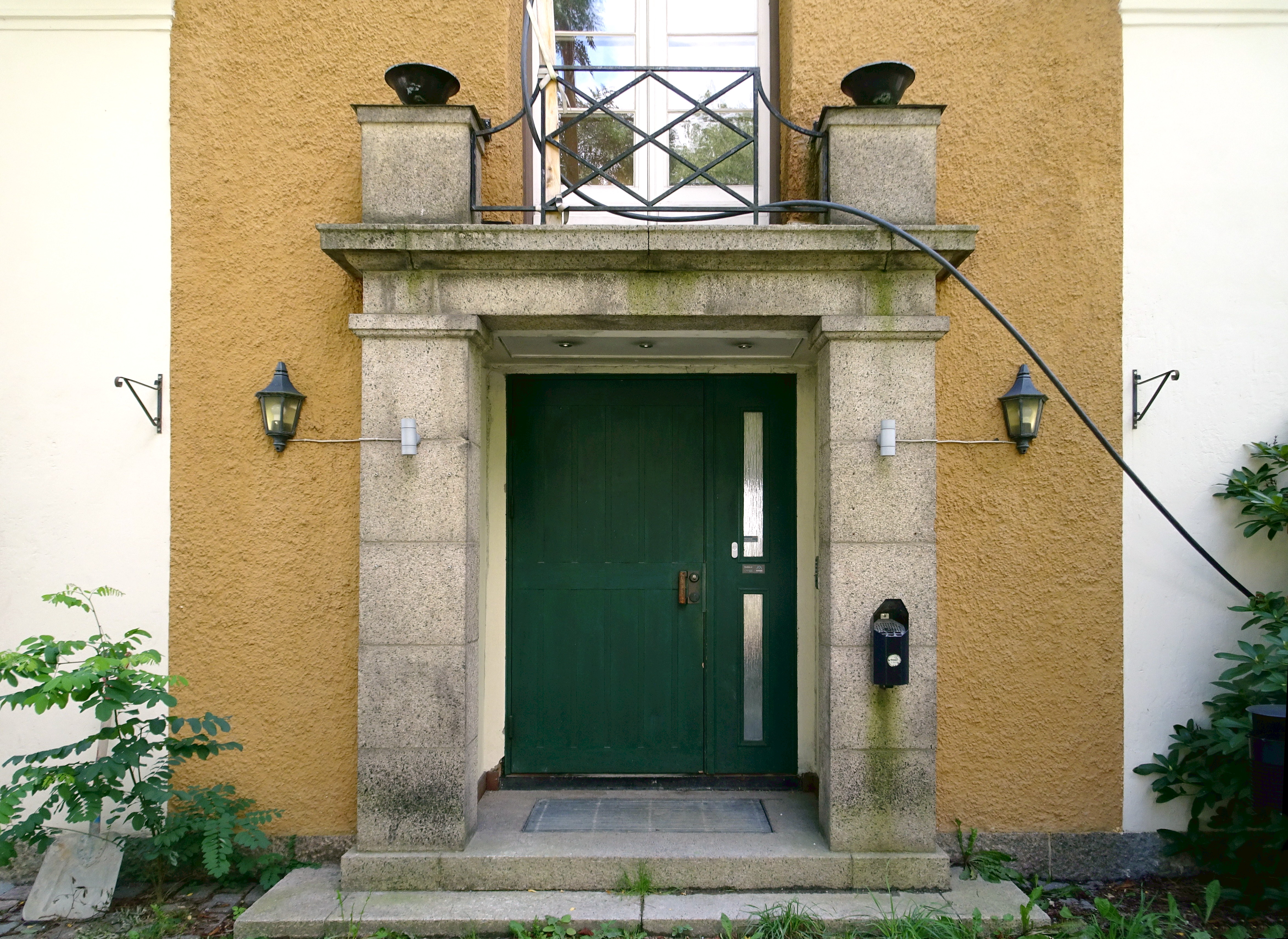
Entréporten, dörren är av senare datum.
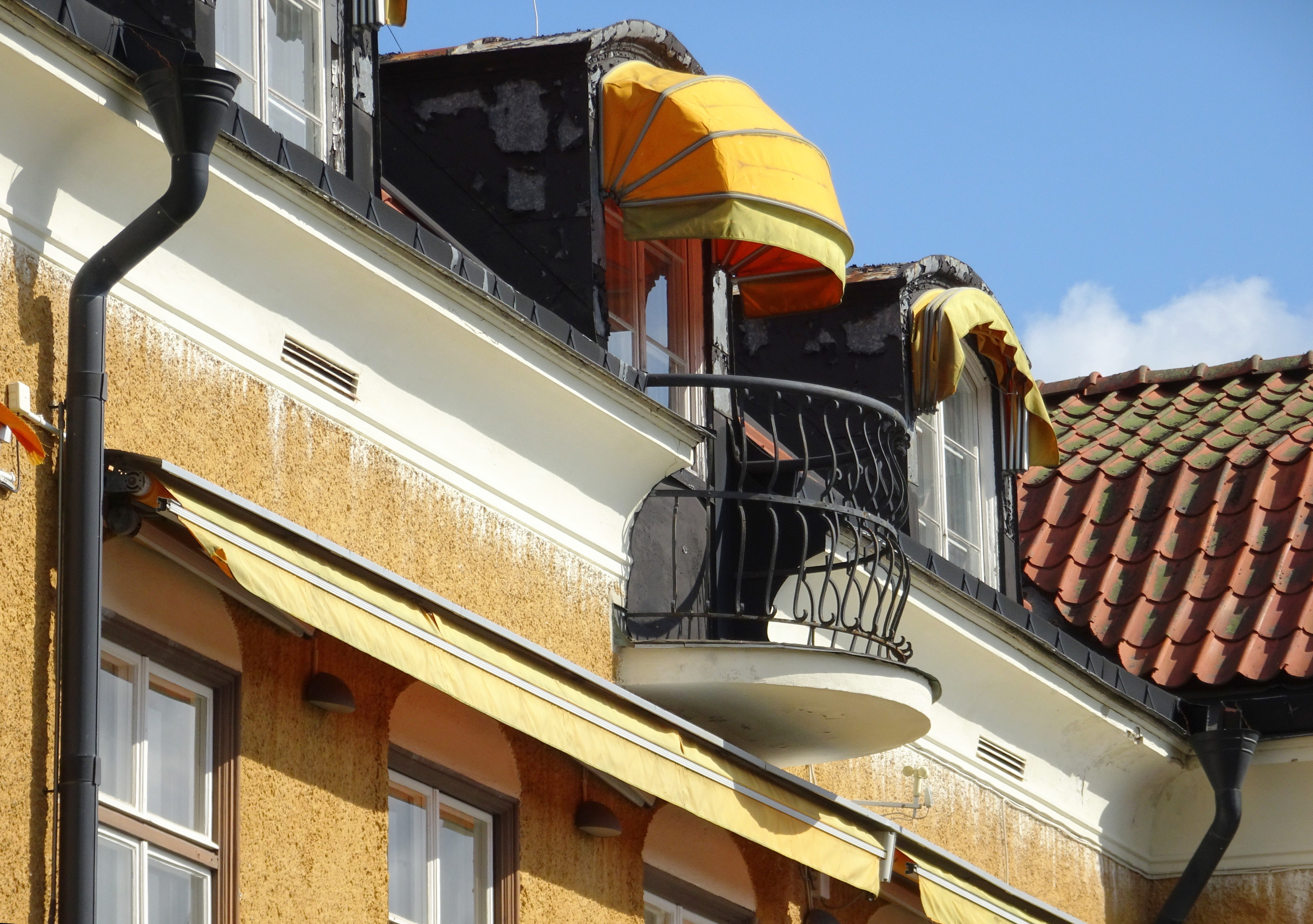
Balkong med smidesräcke.

## Referenser

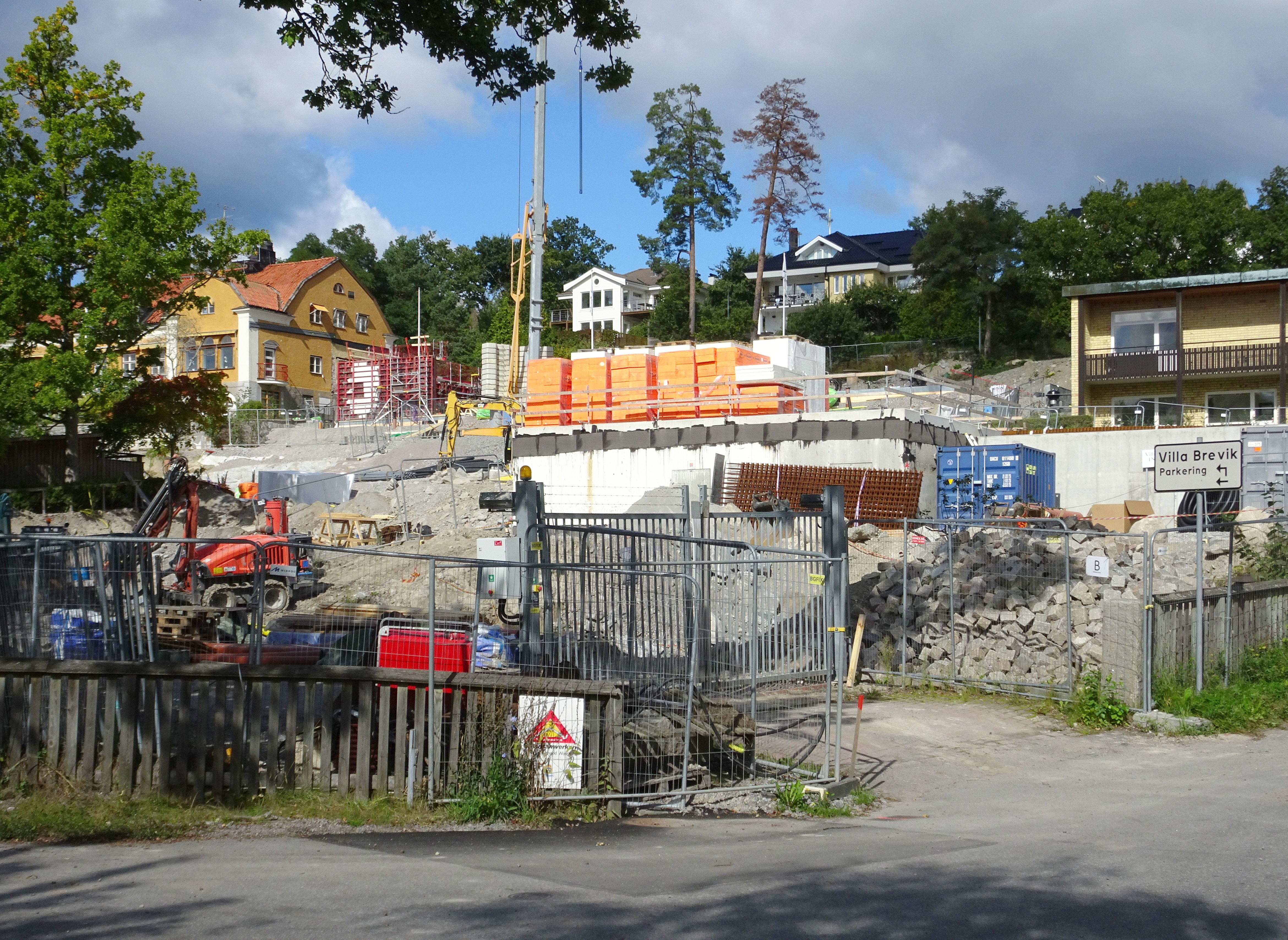
Byggarbetsplatsen i september 2021. Villan syns längst upp till vänster.

## Kulturhistoriskt intressanta villor i närheten
- Abeniuska Villan
- Villa Ericsson
- Villa Fåhraeus
- Villa Högudden
- Villa Klippudden
- Villa Sjöstigen
- Banvägen 7